# Зональний (Новосибірська область)
Зональний (рос. Зональный) — селище в Іскітимському районі Новосибірської області Російської Федерації.
Входить до складу муніципального утворення Мічурінська сільрада. Населення становить 50 осіб (2010).

## Історія
Згідно із законом від 2 червня 2004 року органом місцевого самоврядування є Мічурінська сільрада.

## Населення
| 2002 | 2007 | 2010 |
| ---- | ---- | ---- |
| 47   | ↗60  | ↘50  |